# Oysonville
Oysonville é uma comuna francesa na região administrativa do Centro, no departamento Eure-et-Loir. Estende-se por uma área de 9,7 km². Em 2010 a comuna tinha 537 habitantes (densidade: 55,4 hab./km²).